# Clusia uvitana
Clusia uvitana là một loài thực vật có hoa trong họ Bứa. Loài này được Pittier mô tả khoa học đầu tiên năm 1912.